# Liste der Biografien/Cai
Liste der Biografien |
Portal Biografien |
Personensuche
# |
A |
B |
C |
D |
E |
F |
G |
H |
I |
J |
K |
L |
M |
N |
O |
P |
Q |
R |
S |
T |
U |
V |
W |
X |
Y |
Z |
?
 
Ca |
Cb |
Cc |
Ce |
Ch |
Ci |
Cj |
Ck |
Cl |
Cm |
Cn |
Co |
Cr |
Cs |
Ct |
Cu |
Cv |
Cw |
Cy |
Cz
 
Caa–Cag |
Cah |
Cai |
Caj |
Cak |
Cal |
Cam |
Can |
Cao–Cap |
Caq |
Car |
Cas |
Cat–Caz
Die Liste der Biografien führt alle Personen auf, die in der deutschsprachigen Wikipedia einen Artikel haben. Dieses ist eine Teilliste mit 229 Einträgen von Personen, deren Namen mit den Buchstaben „Cai“ beginnt.

## Cai
- Cai Bingrui, Joseph (* 1966), chinesischer Geistlicher, römisch-katholischer Bischof von Fuzhou
- Cai Qi (* 1955), chinesischer Politiker in der Volksrepublik China
- Cai Wenji (177–250), Musikerin der Han-Dynastie
- Cai Yong (133–192), chinesischer Musiker und Kalligraph der Han-Dynastie
- Cai, Chang (1900–1990), chinesische Politikerin
- Cai, Chusheng (1906–1968), chinesischer Filmregisseur
- Cai, E (1882–1916), chinesischer Revolutionär
- Cai, Guo-Qiang (* 1957), chinesischer Künstler
- Cai, Jiani (* 1982), chinesische Badmintonspielerin
- Cai, Jiming (* 1956), chinesischer Ökonom
- Cai, Jin-Yi (* 1961), chinesisch-US-amerikanischer Informatiker
- Cai, Junqi (* 1996), chinesischer Hürdenläufer
- Cai, Lun, chinesischer Eunuch und MinisterCai Lun

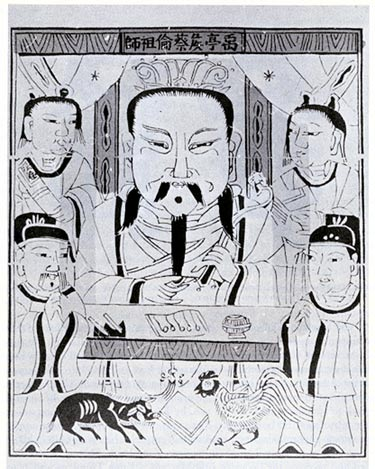
Cai Lun

- Cai, Peng (* 1983), chinesischer Weitspringer
- Cai, Weiyan (* 1973), chinesische Stabhochspringerin
- Cai, Xia (* 1952), chinesische Dissidentin
- Cai, Xuetong (* 1993), chinesische Snowboarderin
- Cai, Xuzhe (* 1976), chinesischer Kampfpilot und Raumfahrer
- Cai, Yalin (* 1977), chinesischer Sportschütze
- Cai, Yuanpei (1868–1940), chinesischer Pädagoge und Rektor der Peking-Universität
- Cai, Yun (* 1980), chinesischer Badmintonspieler
- Cai, Zelin (* 1991), chinesischer Geher
- Cai, Zhenhua (* 1961), chinesischer Tischtennisspieler, -trainer und -funktionär

### Caia
- Caiado, Henrique, portugiesischer Hochschullehrer, Gelehrter und Dichter der portugiesischen Frührenaissance
- Caiano, Mario (1933–2015), italienischer Filmregisseur, Drehbuchautor und Filmproduzent
- Caiati, Italo Giulio (1916–1993), italienischer Politiker (DC), Mitglied der Camera dei deputati
- Caiazzo, Antonio Giuseppe (* 1956), italienischer Geistlicher, römisch-katholischer Bischof von Cesena-Sarsina

### Caic
- Caica, Agnese (* 1988), lettische Volleyball- und Beachvolleyballspielerin
- Caiçara, Júnior (* 1989), brasilianisch-bulgarischer Fußballspieler
- Caicedo Medina, Luis (* 1992), ecuadorianischer Fußballspieler
- Caicedo, Beder (* 1992), ecuadorianischer Fußballspieler
- Caicedo, Felipe (* 1988), ecuadorianisch-spanischer Fußballspieler
- Caicedo, Henry (1951–2023), kolumbianischer Fußballspieler
- Caicedo, Jhonny (* 1987), ecuadorianischer Straßenradrennfahrer
- Caicedo, Jonathan (* 1993), ecuadorianischer Radrennfahrer
- Caicedo, Jordy (* 1997), ecuadorianischer Fußballspieler
- Caicedo, Juan (* 1992), ecuadorianischer Diskuswerfer
- Caicedo, Kelly (* 2002), kolumbianische Fußballspielerin
- Caicedo, Linda (* 2005), kolumbianische FußballspielerinLinda Caicedo (* 2005)

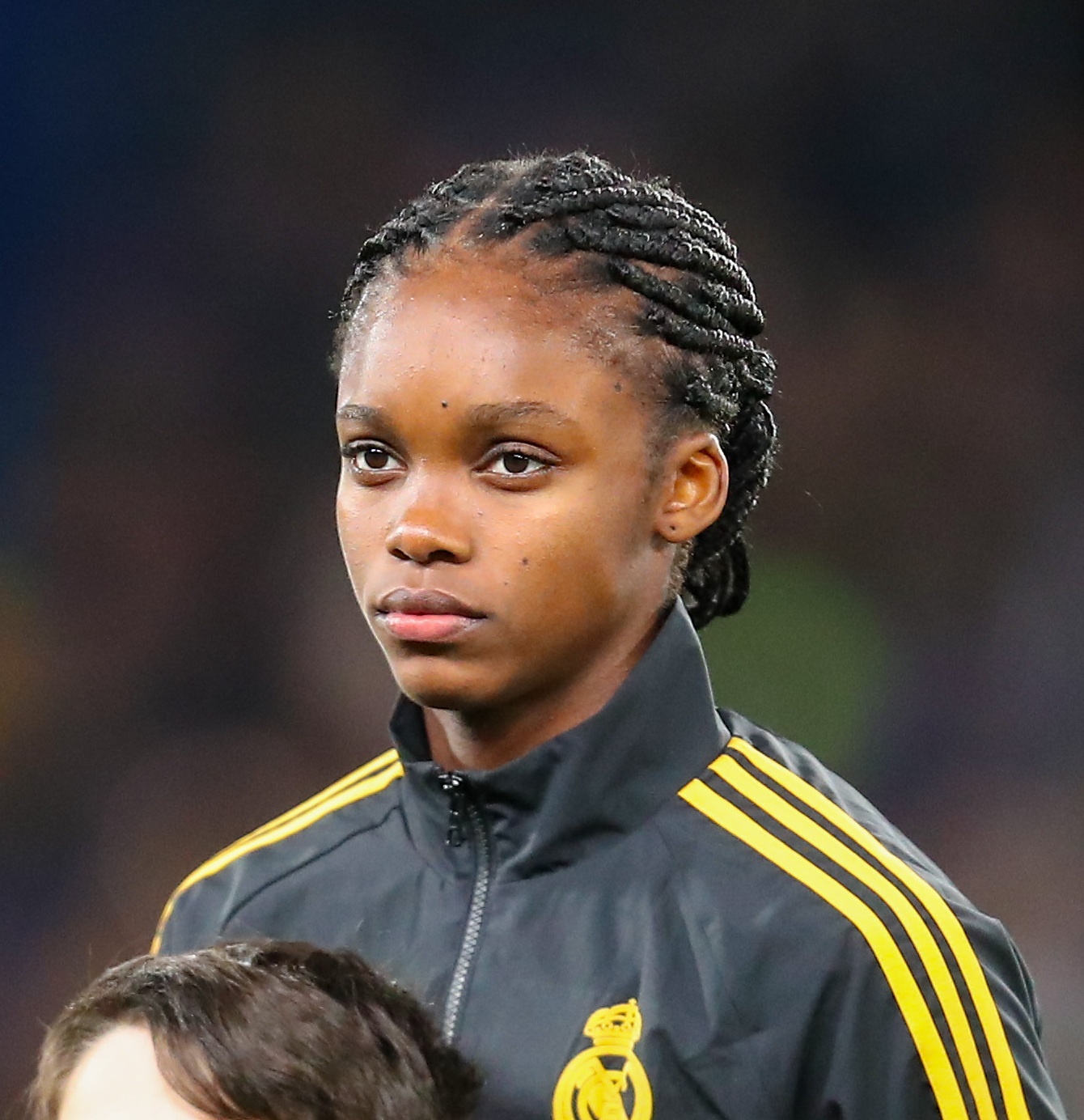
Linda Caicedo (* 2005)

- Caicedo, Maribel (* 1998), ecuadorianische Hürdenläuferin
- Caicedo, Michael (* 2003), spanischer Basketballspieler
- Caicedo, Moisés (* 2001), ecuadorianischer Fußballspieler
- Caicedo, Nicole (* 2000), ecuadorianische Sprinterin
- Caicedo, Patricio (1899–1981), spanischer Fußballspieler und -trainer
- Caicedo, Paulo (* 1969), ecuadorianischer Straßenradrennfahrer
- Caics, Artis (* 1985), lettischer Volleyball- und Beachvolleyballspieler

### Caid
- Caidin, Martin (1927–1997), US-amerikanischer Sachbuch- und Science-Fiction-Autor

### Caie
- Caiello, Alda, italienische Sopranistin
- Caietain, Fabrice Marin, italienischer Kapellmeister und Komponist in Frankreich

### Caif
- Caifano, Marcello Giuseppe (1911–2003), italo-amerikanischer Mobster

### Caig
- Caigniez, Louis-Charles (1762–1842), französischer Dramatiker

### Caik
- Čaika, Romualdas (* 1937), litauischer Jurist, ehemaliger Richter am Obersten Gericht Litauens

### Cail
- Cail, Jean-François (1804–1871), französischer Ingenieur und Unternehmer
- Cail, William (1849–1925), englischer Rugbypionier
- Caila, Pierre l’Hermet de (1672–1744), königlich-polnischer und kurfürstlich-sächsischer Generalmajor
- Cailhava, Jean-François (1731–1813), französischer Schriftsteller und Mitglied der Académie française
- Caill, Ania (* 1995), rumänische Skirennläuferin
- Caillard, Marc-Aurèle (* 1994), französischer Fußballtorhüter
- Caillard, Stéphane (* 1988), französische Schauspielerin
- Caillas, Olivier (* 1977), deutsch-französischer Fußballspieler
- Caillat, Bruno (* 1955), französischer Perkussionist
- Caillat, Christian (* 1974), französischer Handballspieler und -trainer
- Caillat, Colbie (* 1985), US-amerikanische Singer-Songwriterin und Grammy-PreisträgerinColbie Caillat (* 1985)

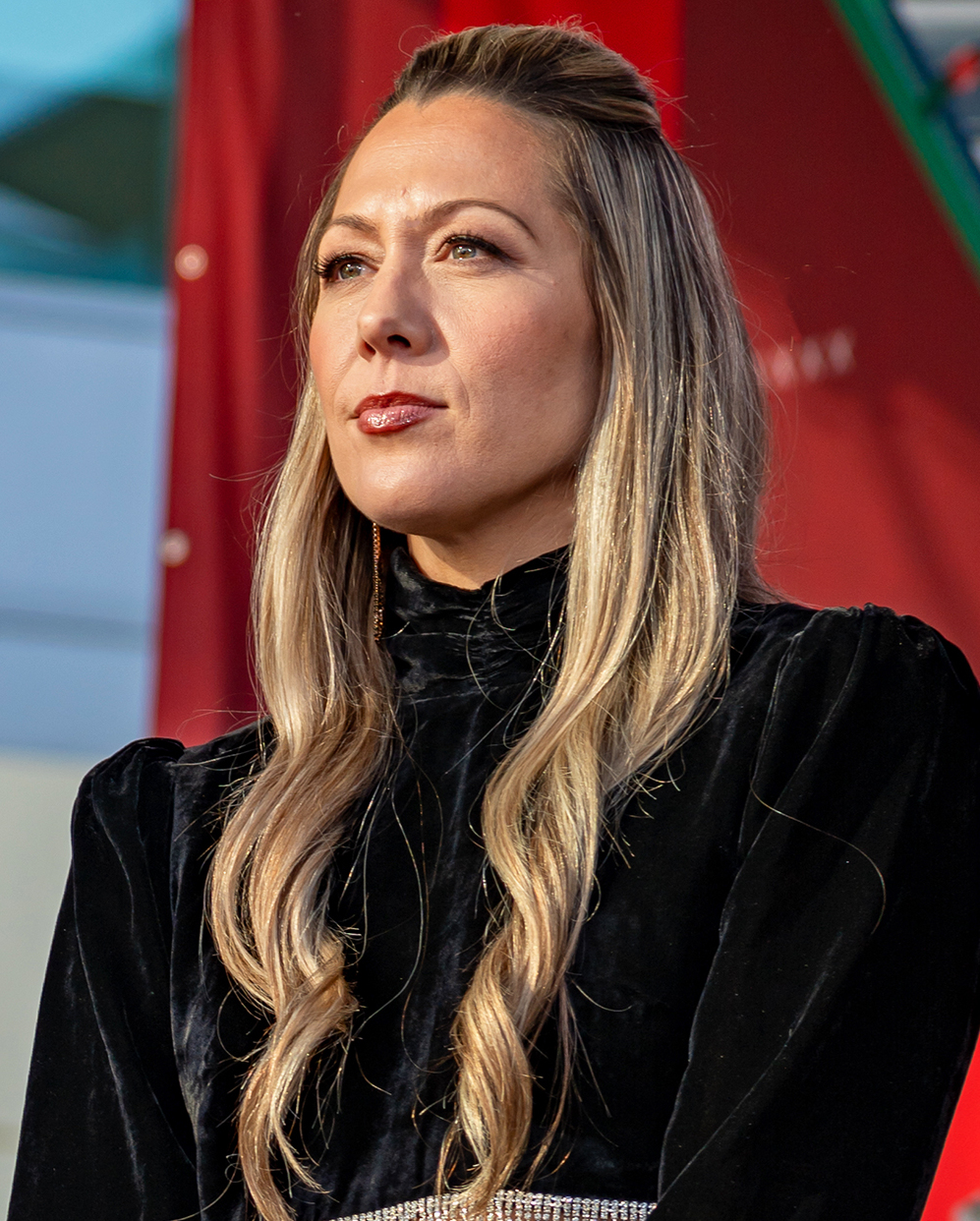
Colbie Caillat (* 1985)

- Caillat, Dominique, Schweizer Autorin
- Caillat, Isabelle (* 1978), Schweizer Schauspielerin
- Caillat, Philippe (* 1948), französischer Jazzgitarrist
- Caillaud, Michel (* 1957), französischer Großmeister der Schachkomposition
- Caillaux, Eugène (1822–1896), französischer Politiker
- Caillaux, Henriette (1874–1943), französische Ehefrau von Joseph Caillaux
- Caillaux, Joseph (1863–1944), französischer Staatsmann der Dritten Republik und von Juni 1911 bis Januar 1912 Premierminister
- Caillaux, Rodolphe (1904–1989), französischer Maler des Expressionismus
- Caillava, Miguel (1953–2014), uruguayischer Fußballspieler
- Caillavet, Gaston Arman de (1870–1915), französischer Dramatiker und Librettist
- Caille, Adolphe (* 1862), US-amerikanischer Erfinder
- Caillé, Alain (* 1944), französischer Soziologe
- Caille, Arthur (* 1867), US-amerikanischer Erfinder
- Caillé, Victor (1882–1958), deutscher Unternehmer und Kommunalpolitiker
- Cailleau, Clément (1923–2011), französischer Ordensgeistlicher, Apostolischer Präfekt von Tambacounda im Senegal
- Cailleau, Guillaume (* 1978), französischer Künstler und Filmemacher
- Cailleau, Wilfried (* 1989), französischer Nordischer Kombinierer
- Caillebotte, Gustave (1848–1894), französischer Maler, Kunstsammler, Mäzen und BootsbauerGustave Caillebotte (1848–1894)

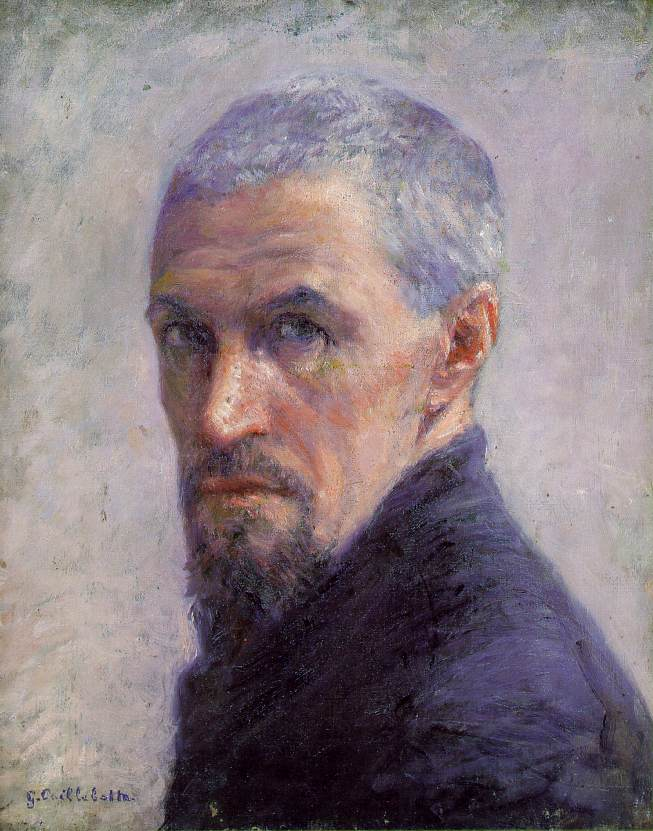
Gustave Caillebotte (1848–1894)

- Caillebotte, Martial (1853–1910), französischer Komponist, Pianist, Fotograf und Philatelist
- Cailler, Alexandre-François-Louis (1866–1936), Schweizer Unternehmer der Schokoladenindustrie und Nationalrat (FDP)
- Cailler, François-Louis (1796–1852), Schweizer Schokoladenpionier
- Caillet, Guillaume († 1358), Bauernführer
- Caillet, Jean-Philippe (* 1977), französischer Fußballspieler
- Cailletet, Louis Paul (1832–1913), französischer Physiker
- Cailleux, André (1907–1986), französischer Geologe
- Cailleux, Gaston, französischer Segler
- Cailley, Thomas (* 1980), französischer Drehbuchautor und Filmregisseur
- Cailliau, Robert (* 1947), belgischer Informatiker
- Cailliaud, Frédéric (1787–1869), französischer Afrikaforscher
- Caillié, René (1799–1838), französischer Afrikaforscher
- Caillier, Thierry (* 1961), französischer Rollstuhltennisspieler
- Cailliet, Lucien (1891–1985), US-amerikanischer Komponist und Klarinettist
- Caillois, Roger (1913–1978), französischer Schriftsteller und PhilosophRoger Caillois (1913–1978)

Roger Caillois (1913–1978)

- Caillon, Anne (* 1973), französische Schauspielerin
- Caillot, Alexandre (1861–1957), französischer römisch-katholischer Geistlicher und Bischof
- Caillouet, Louis Abel (1900–1984), US-amerikanischer Geistlicher, Weihbischof in New Orleans
- Cailloux, Bernd (* 1945), deutscher Schriftsteller
- Cailò, Gian Carlo (1659–1722), italienischer Violinist und Komponist

### Caim
- Caimacov, Mihail (* 1998), moldawischer Fußballspieler
- Caimmi, Daniele (* 1972), italienischer Langstreckenläufer
- Caimmi, Pio (1905–1968), italienischer Radrennfahrer

### Cain
- Cain, Ashley (* 1995), US-amerikanische Eiskunstläuferin
- Caïn, Auguste-Nicolas (1822–1894), französischer Tierbildhauer und Medailleur
- Cain, Bill (* 1948), US-amerikanisch-französischer Basketballspieler
- Cain, Chelsea (* 1972), US-amerikanische Schriftstellerin und Journalistin
- Cain, Chris (* 1955), US-amerikanischer Bluesmusiker
- Cain, Christopher (* 1943), US-amerikanischer Filmregisseur, Drehbuchautor und Filmproduzent
- Cain, Dean (* 1966), US-amerikanischer SchauspielerDean Cain (* 1966)

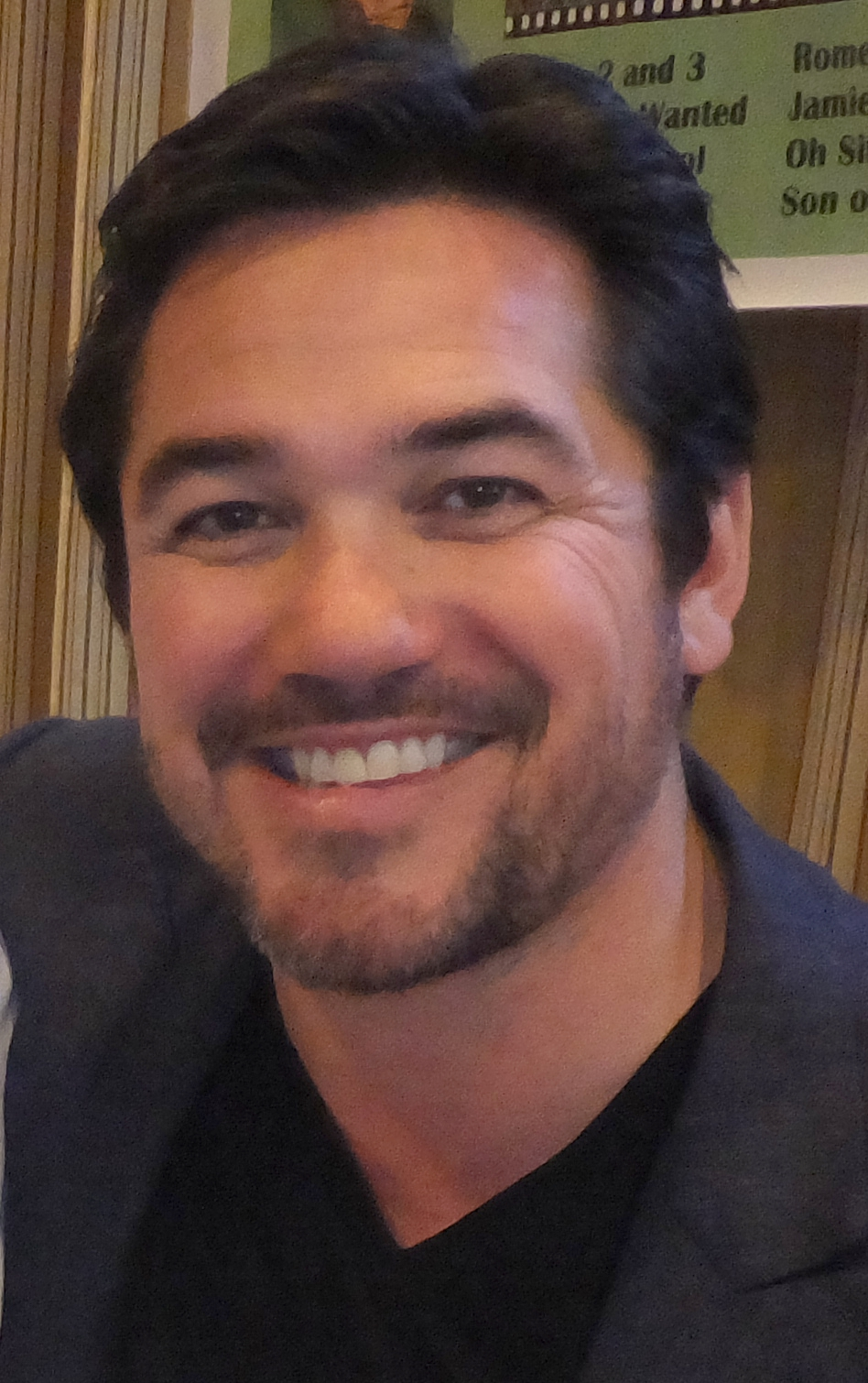
Dean Cain (* 1966)

- Cain, Ethel (1909–1996), britische Zeitansagerin und Filmschauspielerin
- Cain, Ethel (* 1998), US-amerikanische Singer-Songwriterin
- Cain, Georges (1856–1919), französischer Maler
- Cain, Hannah (* 1999), walisische Fußballspielerin
- Cain, Hans (1919–1983), deutscher Mediziner
- Cain, Hans-Ulrich (* 1951), deutscher Klassischer Archäologe
- Cain, Harry P. (1906–1979), US-amerikanischer Politiker
- Cain, Henri (1857–1937), französischer Maler, Dramatiker und Librettist
- Cain, Henry (1935–2005), US-amerikanischer Jazzmusiker
- Cain, Herb (1913–1982), kanadischer Eishockeyspieler
- Cain, Herman (1945–2020), US-amerikanischer Geschäftsmann, Kolumnist und Radiomoderator
- Cain, J. V. (1951–1979), US-amerikanischer American-Football-Spieler
- Cain, Jackie (1928–2014), US-amerikanische Jazzsängerin
- Cain, James M. (1892–1977), amerikanischer Journalist und SchriftstellerJames M. Cain (1892–1977)

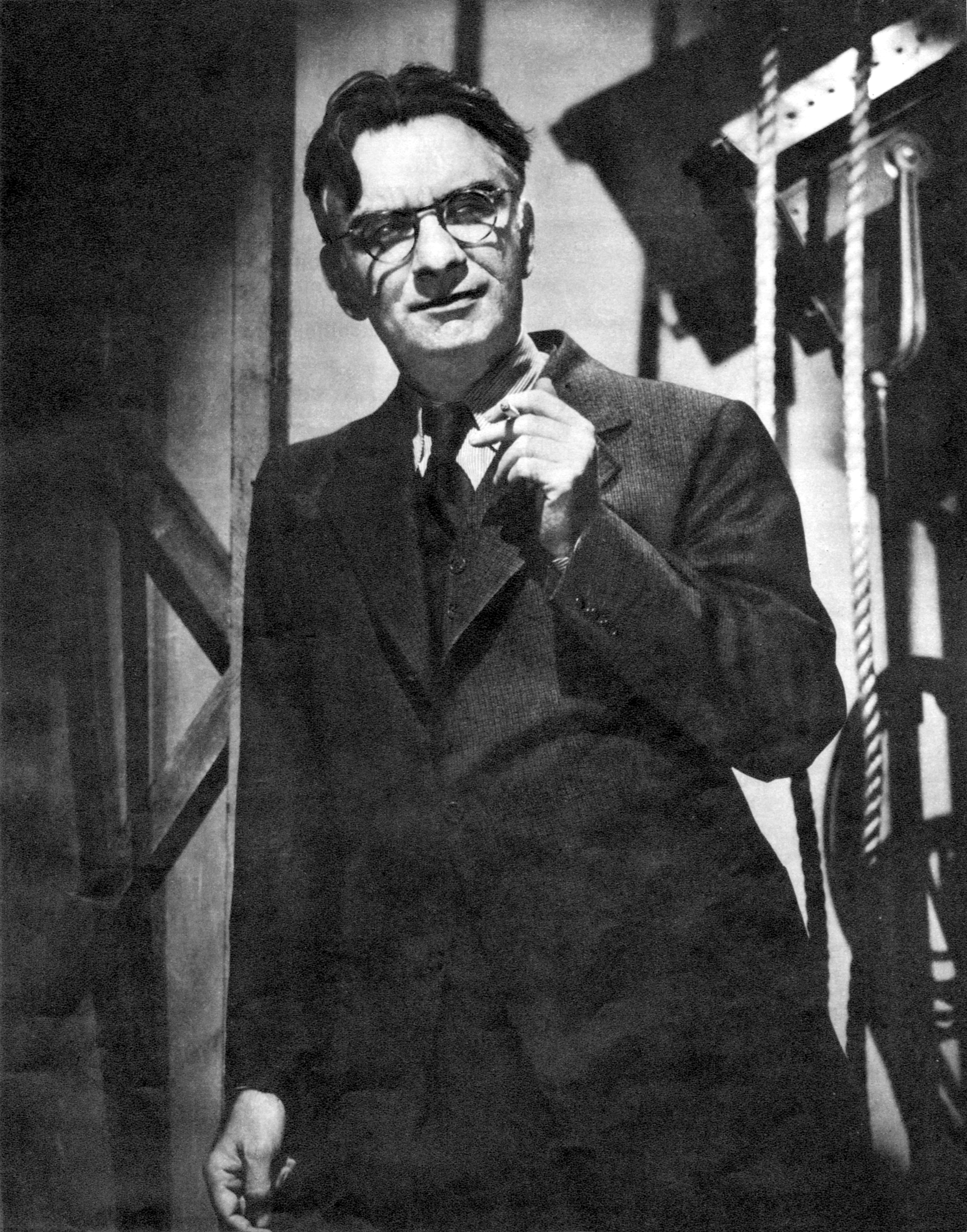
James M. Cain (1892–1977)

- Cain, Jason (* 1985), US-amerikanischer Basketballspieler
- Cain, John (1882–1957), australischer Politiker und Premier von Victoria
- Cain, John junior (1931–2019), australischer Politiker und Premier von Victoria
- Cain, Julien (1887–1974), französischer Bibliothekar und Funktionär
- Cain, Larissa (* 1932), französische Schriftstellerin
- Cain, Larry (* 1963), kanadischer Kanute
- Cain, LeRoy E. (* 1964), US-amerikanischer Raumfahrtingenieur und -manager
- Cain, Lynn (* 1955), US-amerikanischer American-Football-Spieler
- Cain, Mary (* 1996), US-amerikanische Mittel- und Langstreckenläuferin
- Cain, Richard (1931–1973), amerikanischer Polizist und Mobster
- Cain, Richard H. (1825–1887), US-amerikanischer Politiker
- Cain, Sharon (* 1964), US-amerikanische Handballspielerin
- Cain, Stephen (* 1984), australischer Zehnkämpfer
- Cain, Syd (1918–2011), britischer Filmarchitekt
- Cain, Timothy, US-amerikanischer Computerspielentwickler
- Cain, Ursula (1927–2011), deutsche Tänzerin und Tanzpädagogin
- Cain, Walker O. (1915–1993), US-amerikanischer Architekt
- Cain, William (1792–1878), US-amerikanischer Politiker
- Caiña Carreiro-Andree, Milagros (* 1962), spanische Managerin in Deutschland
- Caine, Dan (* 1968), US-amerikanischer GeneralDan Caine (* 1968)

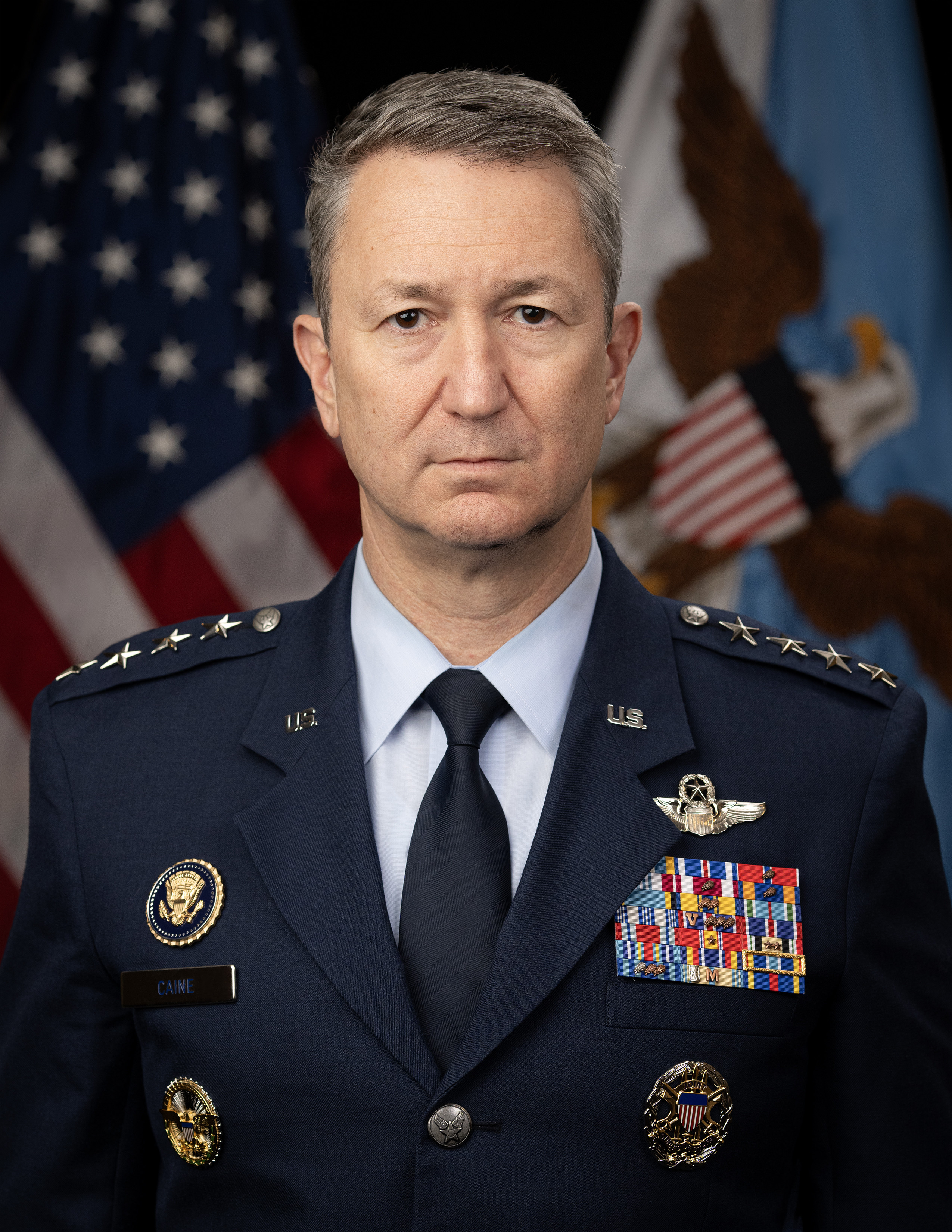
Dan Caine (* 1968)

- Caine, Eddie († 2016), US-amerikanischer Jazz- und klassischer Musiker
- Caine, Georgia (1876–1964), US-amerikanische Schauspielerin
- Caine, Howard (1926–1993), US-amerikanischer Schauspieler
- Caine, James (1872–1940), englischer Fußballspieler
- Caine, Jeffrey (* 1944), britischer Drehbuchautor
- Caine, John (* 1946), britischer Langstreckenläufer
- Caine, John Thomas (1829–1911), US-amerikanischer Politiker
- Caine, Michael (* 1933), britischer SchauspielerMichael Caine (* 1933)

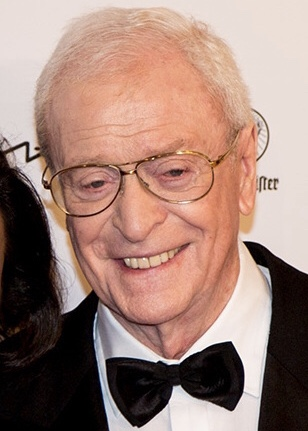
Michael Caine (* 1933)

- Caine, Rachel (1962–2020), US-amerikanische Autorin
- Caine, Shakira (* 1947), guyanisch-britisches Model und Ehefrau des Schauspielers Sir Michael Caine
- Caine, Stanley (1936–2013), britischer Schauspieler
- Caine, Uri (* 1956), US-amerikanischer Pianist und Keyboarder, der sowohl im Jazz als auch in der Klassik beheimatet ist
- Cainero, Chiara (* 1978), italienische Sportschützin in der Disziplin Skeet
- Cainero, Ferruccio (* 1953), italienischer Autor, Schauspieler und Regisseur
- Caines, Daniel (* 1979), englischer Sprinter
- Cainnech von Aghaboe, Heiliger der katholischen Kirche
- Caino, Pedro (1956–2014), argentinischer Radrennfahrer
- Cains, Harriet (* 1993), britische Schauspielerin

### Caio
- Caio (* 1986), brasilianischer Fußballspieler
- Caio Henrique (* 1997), brasilianischer Fußballspieler
- Caio, Wolnei (* 1968), brasilianischer Fußballspieler
- Caioli, Alice (* 1995), italienische Popsängerin
- Caiolo, Claudio (* 1966), italienischer Schauspieler und Autor

### Cair
- Cairano, Gasparo, italienischer Bildhauer der Renaissance
- Cairati, Alfredo (1875–1960), italienischer Musikpädagoge, Komponist und Chorleiter
- Cairati, Giuseppe (1845–1915), italienischer Musiker und Dirigent
- Caird, Edward (1835–1908), schottischer Philosoph
- Caird, Maureen (* 1951), australische Leichtathletin und Olympiasiegerin
- Caire, Giuseppe (* 1965), italienischer Elektroingenieur
- Caire, Victor (* 1993), französischer Filmregisseur
- Cairess, Emile (* 1997), britischer Langstreckenläufer
- Cairncross, Alec (1911–1998), britischer Ökonom und Staatsbeamter
- Cairncross, John (1913–1995), britischer Spion
- Cairnes, John Elliot (1823–1875), irischer Nationalökonom
- Cairney, John (1930–2023), britischer Schauspieler
- Cairney, Tom (* 1991), schottischer Fußballspieler
- Cairns, Alun (* 1970), britischer Politiker (Conservative Party), Mitglied des House of Commons
- Cairns, Andrew (* 1968), englischer Snookerspieler
- Cairns, Anne (* 1981), neuseeländisch-samoanische Kanutin
- Cairns, Brian (1940–1993), walisischer Dartspieler
- Cairns, Chris (* 1970), neuseeländischer Cricketspieler und Mannschaftskapitän der neuseeländischen Nationalmannschaft
- Cairns, Christopher (* 1957), australischer Segler
- Cairns, David (1966–2011), schottischer Politiker (Scottish Labour Party), Mitglied des House of Commons
- Cairns, Don (* 1955), kanadischer Eishockeyspieler
- Cairns, Douglas (* 1961), britischer Gräzist
- Cairns, Eric (* 1974), kanadischer Eishockeyspieler und -funktionär
- Cairns, Francis, britischer Klassischer Philologe
- Cairns, Gerda, belgische Badmintonspielerin
- Cairns, Holly (* 1989), irische Politikerin
- Cairns, Hugh, 1. Earl Cairns (1819–1885), irisch-britischer Politiker
- Cairns, Jim (1914–2003), australischer Politiker
- Cairns, John (1922–2018), britischer Mediziner und Molekularbiologe
- Cairns, John (1923–2017), US-amerikanischer Ökologe, Limnologe (Hydrobiologe) und Ökotoxikologe
- Cairns, Leah (* 1974), kanadische SchauspielerinLeah Cairns (* 1974)

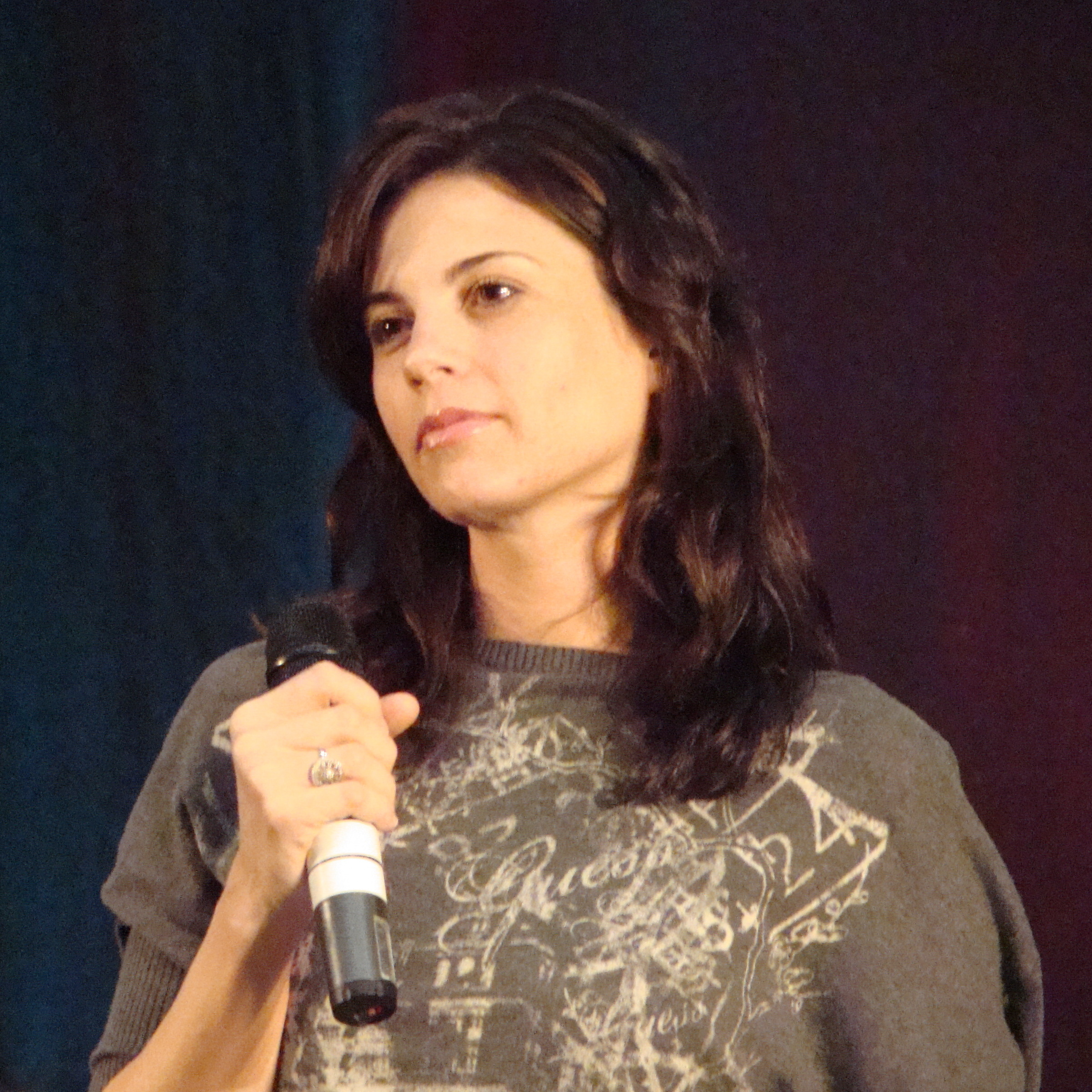
Leah Cairns (* 1974)

- Cairns, Mark (* 1967), englischer Squashspieler
- Cairns, Mike (* 1942), kanadischer Hammerwerfer
- Cairns, Mitch (* 1984), australischer Maler
- Cairns, Simon, 6. Earl Cairns (* 1939), britischer Peer und Politiker
- Cairns, Stephen D. (* 1949), US-amerikanischer Meeresbiologe
- Cairns, Theodore L. (1914–1994), kanadisch-US-amerikanischer Chemiker
- Cairns, Tom (* 1952), irischer Regisseur und Drehbuchautor
- Cairns, William (1828–1888), britischer Verwaltungsbeamter
- Cairns-Smith, Graham (1931–2016), schottischer Chemiker und Molekularbiologe an der Universität von Glasgow
- Cairo, Edgar (1948–2000), niederländisch-surinamischer Schriftsteller und Dichter
- Cairo, Ellery (* 1978), niederländischer Fußballspieler
- Cairo, Francesco (1607–1665), italienischer Maler
- Cairo, Hannah, US-amerikanische Mathematikerin
- Cairo, Judy (* 1959), US-amerikanische Filmproduzentin
- Cairó, Sofía (* 2002), argentinische Hockeyspielerin
- Cairoli, Benedetto (1825–1889), italienischer Politiker, Mitglied der Camera und Premierminister
- Cairoli, Charlie (1910–1980), italienisch-britischer Clown
- Cairoli, Matteo (* 1996), italienischer Autorennfahrer
- Cairon, Jean-Luc (1962–2022), französischer Turner
- Caironi, Jakob (1902–1968), Schweizer Radrennfahrer

### Cais
- Caisin, Radii (* 2001), deutscher Basketballspieler

### Caiu
- Caiuby (* 1988), brasilianischer FußballspielerCaiuby (* 1988)

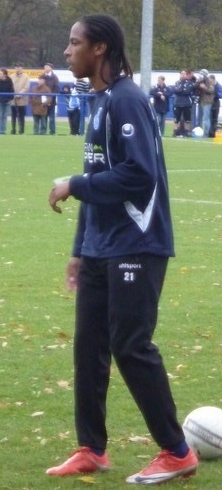
Caiuby (* 1988)

- Caius, John (1510–1573), englischer Hofarzt, der das Gonville and Caius College in Cambridge mit einer Spende wiedergegründet hat

### Caix
- Caix, Barthélemy de (* 1716), französischer Violinist und Komponist
- Caix, Napoleone (1845–1882), italienischer Romanist
- Caixal i Estradé, Josep (1803–1879), Bischof von Urgell und Kofürst von Andorra
- Caixeta Nascentes, Henrique Almeida (* 1991), brasilianischer Fußballspieler
- Caixeta, Tandara (* 1988), brasilianische Volleyballspielerin
- Caixinha, Pedro (* 1970), portugiesischer Fußballtrainer

### Caiz
- Caizzi, Bruno (1909–1992), italienischer Ökonom, Historiker und Wirtschaftswissenschaftler